# 亞格盧角
亞格盧角（英語：Yaglou Point），是南極洲的海岬，位於比斯科群島，處於貝爾丁島北端，根據英國探險隊拍攝的空中照片繪入地圖，以美國物理學家命名，現時由南極條約體系管理。